# 白佛寺 (海晏县)
白佛寺（藏語：ལ་མོ་དགོན་པ，威利转写：la mo dgon pa），位于中国青海省海晏县青海湖乡同宝村，为第八批青海省文物保护单位，公布日期为2008年4月10日，类型为古建筑。
白佛寺的历史年代为明（始建）。